# Lomanius annae
Lomanius annae is een hooiwagen uit de familie Podoctidae.